# Боковенька
Бокове́нька — річка в Україні, в межах Долинського району Кіровоградської області, Казанківського району Миколаївської області та Криворізького району Дніпропетровської області. Права притока Бокової (басейн Дніпра).

## Опис
Довжина 61 км. Площа водозбірного басейну 645 км². Похил 1,6 м/км. Річкова долина трапецієподібна, завширшки 1 км. Річище спрямлене, завширшки до 15 м, завглибшки до 2,5-4 м (у пониззі). Збудовані ставки, у пониззі — Христофорівське водосховище. Використовується на водопостачання. До 1959 року Боковенька впадала в р. Бокову, однак, тепер можна говорити про плавний перехід нижньої течії річки в Карачунівське водосховище.

## Розташування
Бере початок біля с. Василівка. Тече переважно на південний схід. Впадає до Бокової на схід від села Кудашівки, в межах Карачунівського водосховища, що на захід від м. Кривого Рогу.
Притоки: Балка Дубровина (ліва); Весела Боковенька, Лозуватка (праві).
На річці розташоване смт Христофорівка.
- У долині річки розташований дендропарк Веселі Боковеньки, а також ботанічний заказник «Гранітний степ».

## Легенда про Боковеньку
Праворуч тихоплинної Бокової левадами й очеретами без поспіху пливе, неначе підкрадається до Інгульця, молодша його донька — Боковенька, а якщо по-колишньому, то Бокувата, бо збоку Бокової.
Ще за часів Запорозької Січі тутечки, розповідають, стояли сторожові козацькі пости. Зорили з них сторожовики. Угледять неприятеля й калатають вдень у бійло, а вночі запалюють сухий очерет. Козаки знали: треба братися за ратища.
Чому ж річку назвали Боковенькою? То все через татар. Пробралися якось вони поміж козацькими постами біля Бокової. Тільки пришпорили своїх верхових, як за бугром засріблилася при місяці друга перепона.
 — Бока венка! Бока венка! — заджеркотіли татари.

Непрохані гості мали, мабуть, на увазі, що перед ними Бокова вузенька, i пустили коней галопом, щоб швидко сягнути в глиб Дикого Поля. Та перед очеретом напоролися на гострі, мов леза, ратища. Козаки сікли й кололи татар, примовляючи: «Не потикатиметесь більше на нашу Боку венку».
Відтоді, буцімто, Бокувату почали називати Боковенькою.